# Переиздание
Переиздание — публикация, отличающаяся от предыдущих изданий изменениями, внесенными в содержание (пересмотренное издание) или в форму (новое издание), которая требует нового ISBN.

## Способы переизданий
Переиздание путём репродуцирования (сканирования) страниц печатного издания, выбранных для воспроизведения без изменения текста, выделяется в особую группу — репринтное издание.
Дополнительный тираж не является переизданием.